# Großer Rauhenkopf
De Großer Rauhenkopf, ook aangeduid als Großer Rauher Kopf is een berg in het Berchtesgadener Land in de deelstaat Beieren, Duitsland. De berg heeft een hoogte van 1604 meter. Ongeveer 250 meter naar het zuiden bevindt zich de Kleiner Rauhenkopf.
De Großer Rauhenkopf is onderdeel van het Untersbergmassief, dat weer deel uitmaakt van de Berchtesgadener Alpen.